# الخيول في إيران

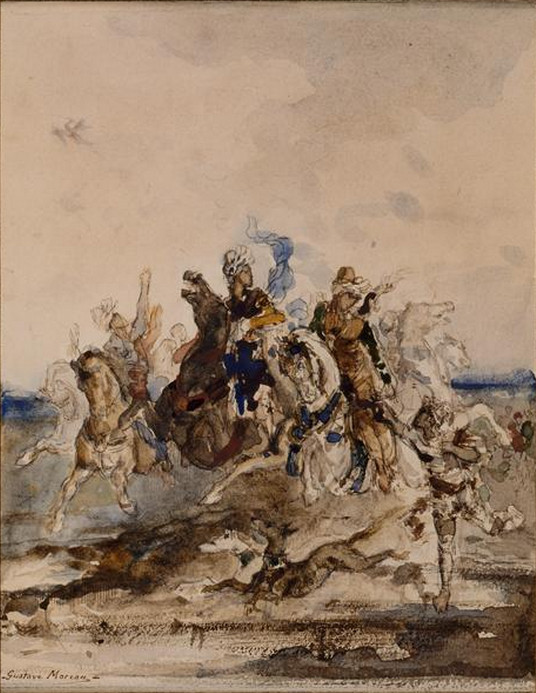
حصان دارا يصهل تحت أشعة الشمس. تُصوّر هذه الرسمة لغوستاف مورو مشهدًا فارسيًا شهيرًا في العرافة بواسطة الخيول.

تعود تاريخ الخيول في إيران إلى مصادر يونانية من تاريخ إيران، والتي تذكر عبادة الخيول وممارسة العرافة بواسطة الخيول. اليوم، يقوم الإيرانيون بتربية عدة سلالات من الخيول، وبالأخص خطوط الخمسة والصقلاوي.

## التاريخ
لعبت الخيول دورًا ثقافيًا مهمًا في تاريخ إيران. يشهد هيرودوت وكتسياس على ممارسة العرافة بواسطة الخيول، والتي استمرت حتى عهد الإمبراطورية الساسانية. ووفقًا لـالتواريخ لهيرودوت، فقد كان الحصان الفارسي يُعتبر مقدسًا في القرن الخامس قبل الميلاد.
استغل دارا الأول هذا الاعتقاد الفارسي في العرافة ليضمن شرعيته الملكية. ومن المحتمل أن دارا استخدم هذه الحيلة أو روّج للقصة لإرضاء شعبه الذي كان يؤمن بشدة بالعرافة بواسطة الخيول.

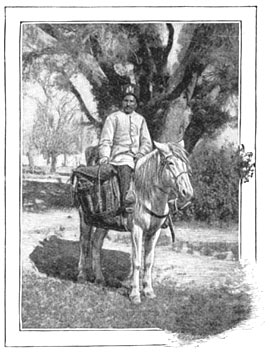
مهر فارسي في عام 1906

يرى جورج دوميزيل في ذلك طقسًا ممكنًا للتتويج ذو أصل هندو-أوروبي. كما يُحتمل أن فرسان الخيالة الفرس كانوا كهانة.
في عام 1965، أعادت الأمريكية لويز فيروز اكتشاف الحصان القزويني في جبال ألبرز على شواطئ بحر قزوين. وفي سبعينيات القرن العشرين، اقترحت الجمعية الملكية الإيرانية للخيول اسم "حصان الهضبة الفارسية" لتسمية مجموعة من الخيول غير المتجانسة نسبيًا والتي يتم تربيتها في المناطق القبلية من الهضبة الإيرانية وتتأثر بمؤثرات هندو-أوروبية متعددة.

## التربية
تُدرج قاعدة بيانات نظام المعلومات حول تنوع الحيوانات المحلية 21 سلالة من الخيول التي تُربى حاليًا أو كانت تُربى سابقًا في جمهورية إيران الإسلامية: البختياري، الباصري، القزويني، الدرشوري، الإبيان، الحديدي، الحمداني، الحصان الإيراني، الجاف، الكحيلان، الكردي، الفارسي، القره باغي، القشقائي، الصقلاوي، الشيرازي، السيستاني، الطالشي، الطروبود، التركماني واليَبو.
تُميز دراسة مكاتب الكومنولث الزراعية الدولية بين ثلاثة أنواع أو سلالات رئيسية من الخيول في إيران: الفارسية، وخيول هضبة فارس، والتركمانية، والتي تُقسَّم إلى عدة أنواع فرعية، لم تُحدَّد خصائصها بشكل واضح بعد. كما تُشير الدراسة أيضًا إلى وجود الحصان التشناراني.